# Franz Zagermann
Franz Zagermann (* 28. Juli 1882 in Zagern bei  Schillgehnen, Kreis Braunsberg, Ermland; † 26. Februar 1945 in Glockstein (heute Unikowo), Kreis Rößel, heute Kreis Bartoszyce, Ermland) war ein deutsch-polnischer römisch-katholischer Priester. Ähnlich wie viele Bewohner des damaligen Ermland ist Zagermann zweisprachig deutsch-polnisch aufgewachsen.
Zagermann studierte am Lyceum Hosianum in Braunsberg sowie an den Universitäten Freiburg in der Schweiz und der Albertus-Universität Königsberg. In dieser Zeit war er Mitglied der katholischen Studentenverbindungen KDStV Teutonia Freiburg im Üechtland und der AV Tuisconia Königsberg im CV.
Am 23. Juni 1907 wurde Zagermann zum Priester geweiht. Seit dem 7. September 1928 war er Pfarrer der Kirchengemeinde Glockstein. Seit 1936 war er zusätzlich Vizedekan des Dekanats Rößel. Er war bekannt als ein sehr engagierter Priester. Nach dem Beginn des Zweiten Weltkrieges, als in den Kreis Rößel polnische Zwangsarbeiter kamen, versuchte er polnischsprachige Messen für sie zu organisieren, doch die deutschen Behörden wiesen diese Idee energisch zurück. Gegen Ende des Zweiten Weltkrieges hatte die Bevölkerung in seiner Gemeinde Angst vor der sich nähernden Roten Armee, die im Januar 1945 den Kreis Rößel besetzte, und viele suchten Zuflucht im etwas abseits des Dorfes gelegenen Einsiedlerhof, genannt Kolonie (etwa 1,5 km von der Kirche entfernt). Nachdem Franz Zagermann am 29. Januar 1945 seine letzte Messe gefeiert hatte, ging er ebenfalls zu dem Einsiedlerhof, der der Familie Kroschewski gehörte. Dort wohnend betreute er seine Gemeinde weiterhin, indem er u. a. mit ihr immer wieder betete.
Am 25. Februar 1945 morgens wurde der Hof der Kroschewskis von drei sowjetischen Soldaten heimgesucht. Nachdem sie bei ihm liturgische Gefäße fanden, also sicher waren, dass er Priester war, schoss einer von ihnen auf ihn und traf ihn mit einem Streifschuss am Kopf. Anschließend folterten sie ihn auf brutale Weise. Seine Todesqual dauerte – nach Aussagen von Zeugen – 33 Stunden. Da die sowjetische Militärbehörde kein traditionelles Begräbnis auf dem Friedhof erlaubte, wurde er – gekleidet in ein Messegewand und umhüllt mit einem Laken (aber ohne Sarg) – in Anwesenheit zahlreicher Gläubiger im Gemüsegarten des Hofs beerdigt. Auf Antrag des jetzigen Pfarrers der Kirchengemeinde Sątopy und Unikowo Bartłomiej Koziej führte das Institut für Nationales Gedenken am 23.–24. Juli 2024 im ehemaligen Garten der Kroschewskis archäologische Arbeiten durch und fand offensichtlich Überbleibsel der Leiche des Priesters. Bei der Leiche wurde u. a. ein Rosenkranz gefunden. Die Überbleibsel sollen aber noch anthropologisch und genetisch in Warschau untersucht, bevor sie auf dem Friedhof von Unikowo beerdigt werden.
Franz Zagermann wird schon seit langem als Märtyrer verehrt. Der diözesane Informativprozess zur Seligsprechung wurde am 5. November 2011 in der Kathedralbasilika St. Jakob in Allenstein erfolgreich abgeschlossen und die Unterlagen an den Vatikan weitergeleitet. Zagermann darf als „Ehrwürdiger Diener Gottes“ bezeichnet werden.